# Peter Howitt
Peter Howitt (nacido el 5 de mayo de 1957 en Mánchester) es un actor, guionista y director inglés.
Sus primeros éxitos los logró en la televisión inglesa con series como Bread, para luego en 1998 escribir y dirigir su primera película, Sliding Doors. Desde entonces ha dirigido varias películas más, incluidas AntiTrust (2001), Johnny English (2003) y Hasta que la ley nos separe (2004). Con Dangerous Parking (2007), consiguió el premio al mejor director en el Festival de Tokio.